# 坦甸站
坦甸站位于辽宁省丹东市宽甸满族自治县，为凤上铁路上的一个火车站。
距离凤凰城站123公里，上河口站31公里，隶属沈阳铁路局管辖。